# Surtsey
Surtsey ['sør̥tsɛi] (isländisch für Insel des Surt) ist eine ab dem 14. November 1963 in einer Ausbruchsserie entstandene Vulkaninsel im Atlantischen Ozean, die etwa 30 Kilometer vor der Südküste Islands liegt. Sie ist nach Heimaey die zweitgrößte der Vestmannaeyjar oder Westmännerinseln und stellt den südlichsten Punkt Islands dar.
Surtsey entstand durch einen submarinen Vulkanausbruch, der später die Meeresoberfläche durchbrach und aus Tephra und Laven die heutige Insel aufbaute. Inzwischen befinden sich Forschungsstationen auf der unter strengem Naturschutz stehenden Insel. Surtsey darf ausschließlich zu wissenschaftlichen Zwecken betreten werden.

## Nähere Beschreibung der Vulkaninsel

Surtsey als Teil der Westmännerinseln, Topographische Karte

Bei Surtsey, der südwestlichsten der Westmännerinseln, handelt es sich um den sichtbaren Teil eines unterseeischen Vulkans. Das Vulkangebäude besteht aus einem ca. 6 Kilometer langen, nach Nordosten ausgerichteten Rücken von etwa 14 Quadratkilometern Fläche. Die Insel selbst wird charakterisiert durch zwei Tuffberge und ein Pāhoehoe-Lavafeld, das den südlichen Teil von Surtsey bedeckt.

## Entstehung Surtseys

### Vorboten der Eruption
Am 14. November 1963 um 06:55 UTC bemerkte die Besatzung des vor der Küste der Vestmannaeyjar segelnden Fischkutters Ísleifur II einen starken Schwefelwasserstoffgeruch in der Luft. Gegen 07:15 UTC war wenige Kilometer vom Schiff entfernt eine dunkle Rauchwolke erkennbar. Das Schiff fuhr näher an den Rauch heran, da der Kapitän der Ísleifur dachte, dass es sich dabei möglicherweise um ein brennendes Schiff handele. Der Rauch wurde jedoch von Eruptionen hervorgerufen, bei denen schwarze Asche ausgestoßen wurde, was auf vulkanische Aktivität am Meeresgrund schließen ließ.

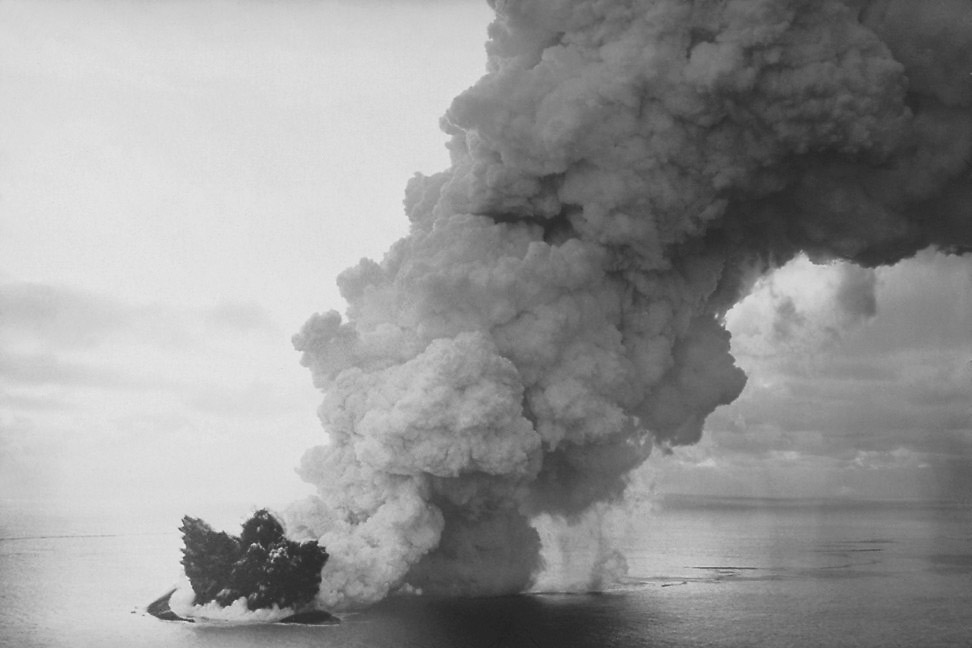
Asche-/Dampfwolke über der entstehenden Insel

Obwohl die Eruptionen unerwartet stattfanden, hatte es bereits zuvor Anzeichen für einen zukünftigen Ausbruch eines Unterwasservulkans gegeben. Eine Woche zuvor waren von Seismographen im 110 Kilometer entfernten Reykjavík und in Kirkjubæjarklaustur kleinere Erdbeben aufgezeichnet worden, ihr genauer Ort wurde aber nicht ermittelt. Zwei Tage vor dem Ausbruch stellte ein Forschungsschiff fest, dass das Meer in der Region etwas wärmer als üblich war. Gleichzeitig berichteten die Einwohner der Stadt Vík í Mýrdal, 80 Kilometer entfernt am Festland, den Geruch von Schwefelwasserstoff wahrgenommen zu haben.
Der Meeresgrund befindet sich an der Stelle 130 Meter unter dem Meeresspiegel. Bei dieser Tiefe werden explosive Ausbrüche durch den Wasserdruck abgeschwächt. Als die Eruptionen einen Vulkankegel gebildet hatten, der sich dem Meeresspiegel näherte, wurden die Explosionen nicht mehr länger durch den Wasserdruck beeinträchtigt, und die Eruptionen erreichten die Oberfläche.

### Die ersten Phasen

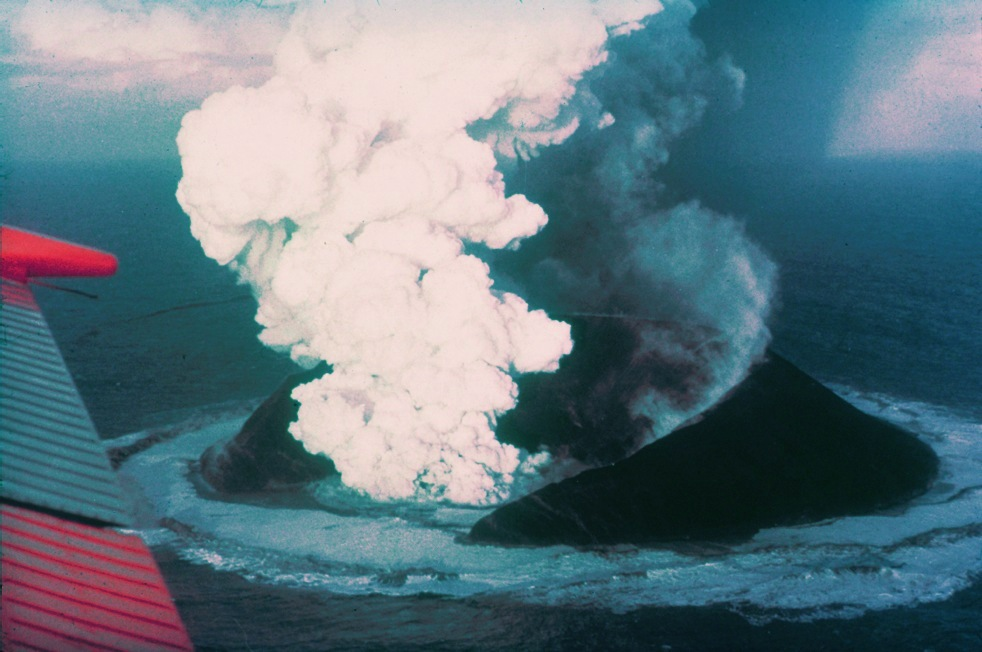
Surtsey, 16 Tage nach dem Auftauchen aus dem Meer

Betrug die Höhe der Eruptionssäule am 14. November 1963 um 8 Uhr noch unter 100 Meter, so wuchs sie bis 10 Uhr bereits auf 3000 Meter und stieg weiter an. Die Eruptionen fanden zuerst an drei getrennten Ausbruchsstellen entlang einer von Nordosten nach Südwesten weisenden, 400 Meter langen Spalte statt, die sich jedoch im Laufe des Nachmittags in weiteren phreatomagmatischen Ausbrüchen zu einer einzigen großen Ausbruchsstelle vereinigten. Bereits in der ersten Nacht nach der Entdeckung des Ausbruchs ragte der Vulkan über den Meeresspiegel hinaus. Die explosive Phase des Ausbruchs dauerte während der folgenden Woche an, und nach ein paar Tagen hatte sich bereits eine 500 Meter lange und bis zu 45 Meter hohe Insel aus Hyaloklastiten, Kissenlaven sowie Laven-, Schlacken- und Ascheschichten aus Alkali-Olivinbasalt gebildet. Die explosive Phase hielt viereinhalb Monate an.
Die andauernden Eruptionen konzentrierten sich zunehmend auf zwei Krater, die später Vesturbunki und Austurbunki genannt wurden. Teilweise handelte es sich um gemischte Eruptionen, solange der eine Krater schon völlig aus dem Wasser ragte und die explosive Tätigkeit in ihm anhielt, die aber von anderer Qualität war als die phreatomagmatischen Explosionen im noch von Wasser überschwemmten anderen Krater. Am 24. November war die Insel bereits 900 Meter mal 650 Meter groß.
Austurbunki erreichte schon in dieser ersten Ausbruchsphase eine Höhe von 174 Meter (300 Meter über dem Meeresboden).
Die Insel bestand zunächst großenteils aus losem Gestein, was eine schnelle Erosion durch Winterstürme im Nordatlantik begünstigte. Die Eruptionen glichen den Materialverlust durch die Erosion jedoch mehr als aus. Im Februar 1964 hatte die Insel bereits einen maximalen Durchmesser von über 1300 Metern erreicht.

### Eine dauerhafte Insel

Schemazeichnung mit Erläuterungen

Die durch das Eindringen von Meerwasser in die Eruptionsöffnungen hervorgerufenen phreatomagmatischen Explosionen schleuderten Felsen bis zu einem Kilometer weit von Surtsey weg und erzeugten eine bis zu 10 Kilometer hohe Eruptionssäule über dem Vulkan. Ohne den fortwährenden Nachschub an Magma hätte die Erosion die losen Pyroklastika abgebaut. Während dieser Zeit wurden oft Aschewolken beobachtet, die der Wind von der Insel weg blies.
Im Jahr 1964 hatte die Insel eine solche Größe erreicht, dass kein Meerwasser mehr in die Magmakanäle eindringen konnte.
Ab April 1964 ging der Ausbruch auf der Hauptinsel Surtsey in eine effusive Phase über und baute innerhalb eines knappen Jahres einen Schildvulkan auf dem Hyaloklastitsockel auf. Wissenschaftler konnten an diesem Beispiel zum ersten Mal die Entstehung eines Tafelvulkans mitverfolgen.
Die vulkanische Aktivität verlor an Explosivität, es wurde nun hauptsächlich Lava ausgestoßen. Die anschließende Umwandlung von Hyaloklastiten in harten Palagonit führte zu einer erosionsresistenten Gesteinshülle um große Teile der Insel, was die weitere Erosion durch Meer und Wind beträchtlich verlangsamte. Die zuletzt ausgestoßenen Laven hingegen wurden relativ schnell abgebaut.
Die Eruptionen hielten bis 1965 an, wobei die Insel ihre größte Ausdehnung mit einer Oberfläche von 2,5 km² erreichte.

### Ausbrüche in der Umgebung von Surtsey
Am 28. Dezember 1963 begannen unterseeische Ausbrüche etwa 2,5 Kilometer nordöstlich von Surtsey, die einen 100 m langen, Surtla genannten Bergrücken am Meeresgrund formten, der jedoch nie den Meeresspiegel erreichte. Die Ausbrüche endeten am 6. Januar 1964, und seit damals ist der Grat von seiner maximalen Höhe von 23 m unter dem Meeresspiegel auf 47 m unter der Meeresoberfläche erodiert.
Im Sommer 1965 stellte man einen Vulkanausbruch auf dem Meeresboden nordöstlich von Surtsey fest. Als dieser sich der Meeresoberfläche näherte, ging er in eine explosive Phase über und baute die Insel Syrtlingur auf. Sie erreichte eine Höhe von 70 m und eine Oberfläche von 0,15 km². Diese fiel jedoch kurze Zeit später bis zum 24. Oktober 1965 der Meereserosion zum Opfer. Im Jahr 2000 nahm man Messungen im Meer vor und stellte über der ehemaligen Insel 33 m Wassertiefe fest.
Am 26. Dezember 1965 begann im Südwesten von Surtsey ein erneuter unterseeischer Vulkanausbruch, der bis August 1966 anhielt. Dabei bildete sich die Insel Jólnir. Sie erreichte ebenfalls eine Höhe von 70 m, jedoch eine Oberfläche von immerhin 0,28 km². Aber auch sie wurde bis Oktober 1966 wieder gänzlich erodiert.

### Schlussphase der Ausbruchsserie
Ab dem 16. August 1966 fand ein weiterer effusiver Vulkanausbruch aus einer Spalte im östlichen Krater statt. Diese Ausbrüche endeten am 5. Juni 1967 und damit endete die Ausbruchsserie auf Surtsey und in dessen Umgebung. Gleichzeitig hatten von Oktober 1966 bis Januar 1967 noch Ausbrüche aus kleinen Spalten im östlichen Krater stattgefunden.

### Ergebnisse
Das gesamte Volumen des innerhalb von dreieinhalb Jahren ausgestoßenen Materials betrug ungefähr 1,1 Kubikkilometer. Davon waren 70 Prozent Tephra, die restlichen 30 Prozent Lava. Am Ende der Eruptionen befand sich der höchste Punkt der Insel bei 174 Meter über dem Meeresspiegel, die maximale Fläche betrug 2,65 km².
Seit dem Ende der Eruptionen hat die Fläche der Insel durch Erosion abgenommen. Ein größeres Gebiet auf der südöstlichen Seite ist komplett verschwunden. Im Gegenzug bildete sich an der Nordseite die Sandbank Norðurtangi (Nordpunkt), die die Insel etwas vergrößerte. Bei letzten Messungen der Insel im Jahre 2007 stellte man allerdings nur noch eine Oberfläche von 1,4 km² fest.

## Name und Hoheitsgewalt
Der Name Surtsey wurde nach dem Feuerriesen Surt der nordischen Mythologie vergeben. Die Bewohner der Vestmannaeyjar hätten den Namen Vesturey (Westinsel) bevorzugt und fuhren am 13. Dezember nach Surtsey, um eine entsprechende Taufzeremonie abzuhalten. Kurz nachdem die Männer die Insel betreten hatten, wurden sie aber von heftigen Ausbrüchen wieder vertrieben. Es blieb beim Namen Surtsey.
In den ersten Tagen der Insel landeten drei französische Journalisten des Magazins Paris Match auf der Insel am 6. Dezember 1963. Sie blieben ungefähr 15 Minuten auf Surtsey, bevor heftige Eruptionen sie zum Verlassen bewegten. Anschließend beanspruchten sie scherzhaft die Hoheitsgewalt Frankreichs über die Insel, wogegen die isländischen Behörden umgehend einwendeten, dass Surtsey in isländischen Hoheitsgewässern entstanden sei. Auch nach Entstehung der Vulkaninsel Ferdinandea in der Nähe von Sizilien hatte es Kontroversen um die Herrschaft über die Insel gegeben.

## Die Ansiedlung von Leben
Surtsey ist ein beliebter Studienplatz für die Ansiedlung von Gründerpopulationen. Die Insel wurde bereits 1965 – noch während der vulkanisch aktiven Zeit – zu einem Naturschutzgebiet erklärt. Heutzutage darf nur eine kleine Zahl an Wissenschaftlern die Insel betreten, insgesamt waren es bisher etwa einhundert Personen. Privatpersonen können nur von Flugzeugen oder Booten aus einen Blick auf Surtsey werfen.
Die Ausgangsbedingungen für eine Besiedelung durch Lebewesen waren ungünstig, da die Insel den Großteil des Jahres von Stürmen überzogen wird und Regenwasser vom kargen Boden anfänglich nicht aufgefangen werden konnte.

### Pflanzen

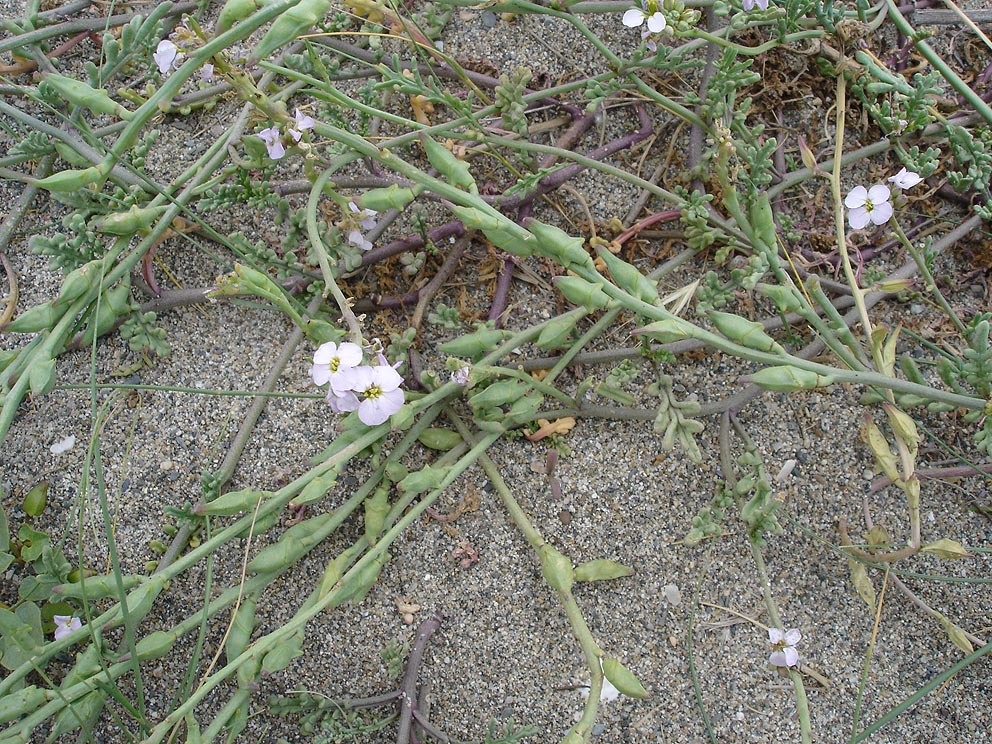
Europäischer Meersenf

Die Ansiedlung von Pflanzen auf der Insel wurde seit der Entstehung der Insel ausführlich untersucht und ging überraschend zügig voran. So wurden bereits 1965 die ersten Gefäßpflanzen gesichtet. Erstbesiedler war der Meersenf (Cakile arctica), gefolgt von Strandroggen (Leymus arenarius, 1966), Salzmiere (Honckenya peploides, 1967) und Austernpflanze (Mertensia maritima, 1967). Diese Erstbesiedler waren aufgrund des Verbreitungsweges zuerst an den Stränden anzutreffen.
Moose und Flechten hingegen waren erst 1968 bzw. 1970 erstmals nachzuweisen. Bevorzugt wuchsen diese an Austrittsöffnungen von heißem Dampf aus der Erde, wo sie im feuchten Klima bestens gediehen. Die ersten dauerhaft nachweisbaren Arten waren ab 1968 Echtes Drehmoos (Funaria hygrometrica) und Silbermoos (Bryum argenteum), seit 1970 auch die Bandflechte der Art Trapelia coarctata.
Im Jahr 2005 waren auf der Insel 51 dauerhaft angesiedelte Gefäßpflanzen verzeichnet, 75 Moose im Jahr 2003, außerdem 71 Flechten bis 2007. Die Insel ist bis auf die steilen Palagonit-Hügel im Inneren komplett mit Pflanzen bedeckt.
Botaniker fanden heraus, dass die Samen einiger Pflanzen über eine Entfernung von 20 Kilometern von der südlichen Bucht der Insel Heimaey auf dem Meer herangetrieben waren. Um diese Erkenntnis zu untermauern, wurde ein Experiment mit 10 Millionen Plastikperlen durchgeführt. Von den bei Heimaey ins Meer gestreuten Perlen kam tatsächlich etwa 1 Prozent an den Ufern von Surtsey an. Vor allem die Erstbesiedler sind auf diesem Weg zeitnah auf die Insel gelangt. Trotzdem schätzen Wissenschaftler, dass insgesamt 75 Prozent der Gefäßpflanzenarten auf Surtsey durch Vögel eingebracht wurden und nur 14 Prozent durch Wind sowie 11 Prozent über das Meer.

### Vögel

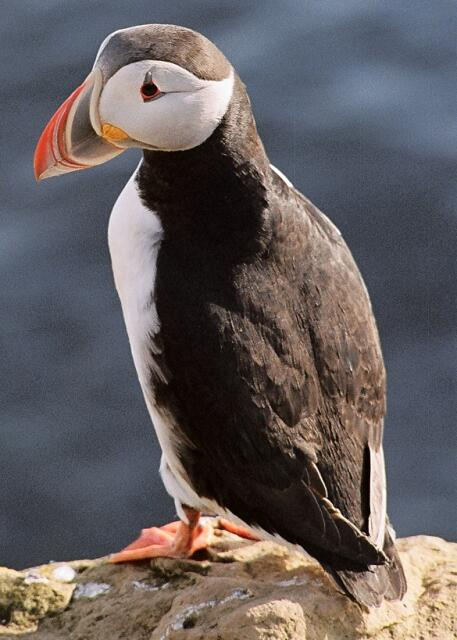
Die ersten Nester von Papageitauchern wurden 2004 entdeckt

Die Vogelpopulation auf der Insel wächst in Abhängigkeit von den auf der Insel vorkommenden Pflanzen, umgekehrt trägt sie dann wieder zum Gedeihen der Pflanzen bei. Vögel nutzen Pflanzen als Nistmaterial, helfen im Gegenzug aber durch Verteilung der Samen und düngen den Boden mit ihrem Guano. Die ersten Vögel nisteten drei Jahre nach dem Ende der Eruptionen auf Surtsey, wobei der Eissturmvogel und die Trottellumme die ersten Arten waren. Im Jahr 1970 brachten sie auch die ersten auf der Insel geschlüpften Warmblüter hervor: zwei Gryllteisten und einen Eissturmvogel.
Heute sind acht Arten auf der Insel heimisch. Die ersten Möwen waren bereits wenige Wochen nach dem ersten Auftauchen der Insel auf dieser gelandet. Eine dauerhafte Seemöwenkolonie befindet sich seit 1986 auf Surtsey – 1999 waren es 300 Paare. Sie hat aufgrund der hohen Anzahl an Tieren einen großen Einfluss auf das Pflanzenleben auf der Insel. Im Jahr 2004 wurden auch nistende Papageitaucher entdeckt, die in Island zahlreich vorkommen.
Neben einem dauerhaften Wohnplatz für einheimische Vögel bietet Surtsey auch einen Rastplatz für Zugvögel. Besonders Vögel, die von den Britischen Inseln nach Island fliegen, nutzen Surtsey für einen Zwischenstopp. So wurden bereits Singschwäne, Gänse und Raben gesichtet. Obwohl Surtsey westlich der üblichen Zugrouten liegt, wurde es durch das Anwachsen der Vegetation ein attraktiver Rastplatz. Insgesamt konnten bisher 89 verschiedene Arten nachgewiesen werden.

### Leben unter Wasser
Schon bald nach Entstehen der Insel wurden Robben um die Insel entdeckt. Sie begannen früh, sich auf der Insel zu sonnen, speziell im nördlichen Teil, der der Erosion weniger ausgesetzt war. Bereits im Jahr 1983 wurden die ersten Robben mit Nachkommenschaft auf der Insel gesichtet. Heute nutzen etwa 70 Tiere die Insel als Lebensraum. Kegelrobben sind häufiger anzutreffen als Seehunde, beide Arten haben sich aber etabliert.
Die Anwesenheit von Robben zieht auch deren Fressfeind an, den Großen Schwertwal, der in den Gewässern um Vestmannaeyjar und auch um Surtsey häufig anzutreffen ist.
Unter Wasser rund um die Insel sind viele Spezies heimisch. Seesterne sind weit verbreitet, wie auch Seeigel und Napfschnecken. Die Felsen sind von Algen überzogen, Seetang bedeckt weite Teile der Abhänge, besonders in Tiefen zwischen 10 und 20 m.

### Andere Lebewesen
Insekten erreichten Surtsey bereits kurz nach der Entstehung der Insel, sie konnten schon 1964 nachgewiesen werden. Die ersten, die aus eigener Kraft, unterstützt vom Wind, Surtsey erreichten, waren Fluginsekten. Einige gelangten vermutlich sogar von Kontinentaleuropa nach Surtsey. Später erreichten Insekten die Insel über Treibholz sowie über lebende und tote Tiere, die angespült wurden.

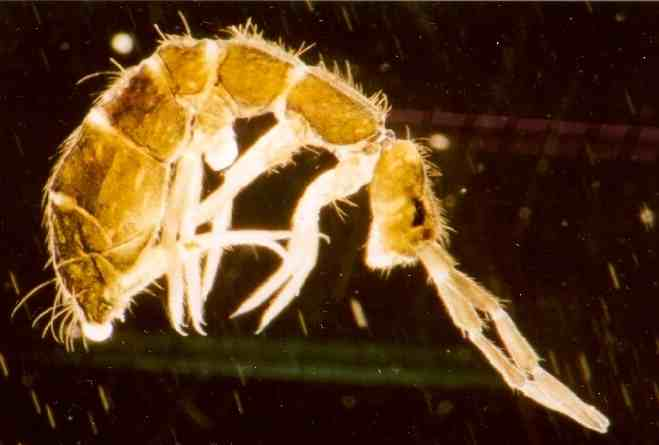
Springschwänze könnten Surtsey über das Wasser erreicht haben

Am 1. August 1974 wurde ein Grasbündel der Größe 90 × 20 × 10 cm angeschwemmt. Etwa die Hälfte (884 g) davon wurde von Wissenschaftlern entnommen und mit Hilfe eines Berlese-Trichters untersucht. In der Probe konnten insgesamt 653 Landtiere entdeckt werden, hauptsächlich Milben und Springschwänze. Im darauffolgenden Jahr, 1975, konnten auch auf der Insel selbst die ersten Springschwänze registriert werden.
2002 zeigte eine Versuchsreihe, dass Springschwänze auch in der Lage sind, nennenswerte Zeiträume in Salzwasser zu verbringen, ohne Schaden zu nehmen. Die Ansiedlung von Insekten bot den Vögeln Nahrung. Im Gegenzug stellten etwa tote Vögel eine Nahrungsgrundlage für fleischfressende Insekten dar. Pflanzenfressende Insekten konnten sich nach Ausbreitung der Flora ebenfalls auf der Insel ansiedeln. Auch gänzlich anders entwickelte Landtiere haben die Insel erreicht. Regenwürmer wurden in einer Bodenprobe 1993 entdeckt, vermutlich wurden sie von Vögeln aus Heimaey eingeflogen. Schnecken wurden 1998 entdeckt, es handelt sich dabei um die gleichen Arten wie im Süden der isländischen Hauptinsel. Auch Spinnen und Käfer wurden bereits auf Surtsey gesichtet.
Insgesamt wurden bis 2002 über 300 verschiedene Arten registriert. Ein Großteil davon sind flugfähige Insekten, etwa 133 Fliegenarten. Außerdem sind 62 Milbenarten, 19 Arten von Schmetterlingen, zehn Spinnen-, fünf Käfer- und zwei Wurmarten nachgewiesen.

## Die Zukunft Surtseys
Nach dem Ende der Eruptionen begannen Wissenschaftler eine Reihe von Tests durchzuführen, um die Veränderungen auf der Insel erkennen zu können. Zwanzig Jahre nach Entstehen der Insel zeigten diese Experimente, dass die Insel kontinuierlich vertikal geschrumpft war und bereits mehrere Meter Höhe verloren hatte. Zu Beginn betrug der Höhenverlust 20 cm pro Jahr, in den 1990ern jedoch nur noch 1 bis 2 cm pro Jahr. Das Schrumpfen hatte mehrere Gründe: Zum einen verdichtete sich das lose Grundmaterial der Insel, zum anderen verdichteten sich die Sedimente unter der Insel. Unter dem hohen Gewicht des Vulkans gab nach dem Prinzip der Isostasie auch die Asthenosphäre etwas nach und die Lithosphäre sank etwas tiefer ein. Von einer maximalen Höhe von 173 Metern ist Surtsey auf 154 Meter (2006) geschrumpft.

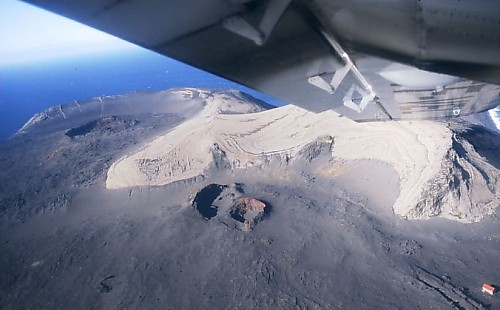
Surtsey, 1999

Das typische Verhalten der meisten Vulkane im Vestmannaeyjar-Archipel (außer auf Heimaey) ist eine einzige Phase vulkanischer Aktivität. Dies macht weitere Eruptionen auf Surtsey lange nach der ersten aktiven Phase relativ unwahrscheinlich.
Die raue See um die Insel erodiert Surtsey bereits seit ihrem Auftauchen. Seit Ende der Ausbrüche hat die Insel etwa die Hälfte ihrer Fläche von 2,8 km² wieder verloren und war im Jahr 2006 nur noch 1,4 km² groß. Pro Jahr verkleinert sich die Insel um etwa 1 ha. Ein völliges Verschwinden der Insel in naher Zukunft ist jedoch unwahrscheinlich. Das bis heute erodierte Gebiet bestand größtenteils aus losen Pyroklastika, die leicht von Wind und Wellen weggetragen werden konnten. Der noch verbliebene Rest der Insel ist größtenteils von Lava überdeckt worden und entsprechend resistenter gegen Erosion. Auch haben chemische Prozesse dazu geführt, dass sich das Gestein im Inneren der Insel langsam in Tuffstein oder Palagonit (isländisch moberg) umwandelt (Palagonitisation). Aufgrund der hohen Temperatur im Inneren läuft dieser Prozess sehr rasch ab.
Schätzungen haben ergeben, dass die Insel etwa im Jahr 2120 ihr gesamtes loses Oberflächenmaterial verloren haben wird. Nur der harte Kern aus Palagonit mit einer Fläche von etwa 0,4 km² wird der Erosion länger widerstehen können. Surtsey wird dann den anderen kleinen Inseln des Archipels gleichen, etwa Bjarnarey oder Elliðaey. Diese wurden vor etwa 6000 Jahren auf ähnliche Weise gebildet.

### UNESCO-Welterbe
Die isländische Regierung beantragte im Jahr 2001 die Aufnahme der Insel in das UNESCO-Welterbe; diese erfolgte im Juli 2008.
Das geschützte Gebiet ist 65,5 km² groß. In einer 33,7 km² großen Kernzone, welche die Insel selbst und die unterseeischen Bereiche des Vulkanes umfasst, soll das Fischen mit Schleppnetzen verboten werden, im restlichen Gebiet mit Einschränkungen jedoch erlaubt sein.
Das Welterbekomitee würdigte die Insel als herausragendes Beispiel für fortlaufende biologische und ökologische Prozesse in der Evolution von Ökosystemen, weil dort die Kolonisierung von Neuland durch Tiere und Pflanzen beobachtet werden kann.